# ひらめきカードバトル メクルカ
『ひらめきカードバトル メクルカ』は、トムクリエイトより2009年7月14日から配信されたWii（Wiiウェア）用ゲームソフト。

## 概要
神経衰弱の要領でカードを集めて使うカードゲームの要素と、モンスターを呼び出し使うボードゲームの要素が混ざっている対戦型ゲームである。

## カードの種類
攻撃、嫌がらせ、回復、モンスター召喚、攻撃＆回復、モンスター補助、防御、その他

## キャラクター
レット=スカー
声:尾崎麗奈
魔法学校カルデアトリートに入学した少年。
リンネ=ヴァール
声:嶋村侑

ララ=クノービス
声:廣瀬仁美

モネスタ=キヨス
声:吉開清人

アンジェ=リーナマジョリー
声:尾崎麗奈

タイク=ティーチ
声:遠藤大智

ミシェル=フィレア
声:嶋村侑

ドクマム=シスリーダ
声:吉開清人

ストンプ=リンシパル&アイリィ
声:遠藤大智・中村知子

## 備考
秋葉原に存在したCANDY FRUIT Refresh Clubとのタイアップも行われた。